# ميتشيل إسلام
ميتشيل إسلام هو راقص على الجليد كندي، ولد في 24 يناير 1990 في باري في كندا.

## وصلات خارجية
- ميتشيل إسلام على موقع الاتحاد الدولي للتزلج (الإنجليزية)
- ميتشيل إسلام على موقع الاتحاد الدولي للتزلج (الإنجليزية)
- ميتشيل إسلام على موقع أوليمبيديا (الإنجليزية)